# AFC Women's Club Championship
L'AFC Women's Club Championship è stata la massima competizione internazionale, per squadre di calcio femminile, organizzata dalla Asian Football Confederation (AFC), tra il 2019 ed il 2023. È stata la controparte femminile del campionato per club AFC Champions League.

## Storia
Il concetto di competizione asiatica per i club femminili è stato raccomandato nel 2018. Questo si è tradotto nella prima edizione, che era anche conosciuta come "2019 FIFA-AFC Pilot Women's Club Championship". Si è concretizzato con la partecipazione di 4 squadre: i campioni nazionali delle associazioni dell'Australia, della Cina, del Giappone e della Corea del Sud, in una competizione formato da un Girone all'italiana svoltasi nel novembre 2019
Una seconda edizione, con un massimo di sei club invitati, era inizialmente previsto per il 9-14 novembre 2020, ma insieme a molti eventi sportivi, sono stati annullati causa della Pandemia di COVID-19 e nessun torneo si è tenuto nel 2020.
La proposta di estendere il torneo nell'essere una "AFC Women's Champions League", come controparte femminile della AFC Champions League, prevedeva la partecipazione di otto club invitati nel 2021, e nel 2022 un minimo di 12 club, per poi aprire a tutte le associazioni aderenti, nel 2023 e nel 2024 e consolidarlo a quota 16 squadre partecipanti nel 2025 con una apposita classifica che verrebbe poi creata.
Tuttavia, nell'edizione del 2021, la zona est che includeva squadre provenienti da Thailandia, Vietnam, Myanmar e Taiwan è stata annullata a causa delle restrizioni relative al COVID-19, lasciando solamente le quattro squadre della zona ovest a sfidarsi per il titolo.
L'ultima edizione del torneo si è svolta nel 2023; la Asian Football Confederation aveva inizialmente deciso di non fare disputare la finale, dopo  il completamento della fase a gironi, poiché il torneo doveva essere solo un pilota per la nuova AFC Women's Champions League. Tuttavia, a seguito di alcune proteste mosse dalle squadre, hanno deciso di organizzare e disputare la partita finale, dove le giapponesi dell'Urawa Reds hanno sconfitto il Hyundai Red Angels della Corea del Sud per 2-1.

## Formula
Il campionato, nella sua ultima edizione, prevedeva che le otto squadre partecipanti venissero divise in due gironi, da quattro squadre ciascuno; al termine della fase a gironi le due squadre che si posizionavano al primo posto ottenevano l'accesso alla finale per decretarne poi la vincitrice.

## Albo d'oro
| 1 | 2019 | —     | Tokyo Verdy Beleza                   | Jiangsu Ladies                       | Yongin, KOR                          | 4                                    |                                      |                                      |
| — | 2020 | —     | Annullato causa pandemia di COVID-19 | Annullato causa pandemia di COVID-19 | Annullato causa pandemia di COVID-19 | Annullato causa pandemia di COVID-19 | Annullato causa pandemia di COVID-19 | Annullato causa pandemia di COVID-19 |
| 2 | 2021 | —     | Amman SC                             | Shahrdari Sirjan                     | Amman, JOR                           | 4                                    |                                      |                                      |
| 3 | 2022 | Est   | College of Asian Scholars            | Taichung Blue Whale                  | Chonburi, THA                        | 5                                    |                                      |                                      |
| 3 | 2022 | Ovest | So'g'diyona Jizzax                   | Bam Khatoon                          | Qarshi, UZB                          | 5                                    |                                      |                                      |
| 4 | 2023 | —     | Urawa Reds                           | Hyundai Red Angels                   | Saitama, JPN                         | 8                                    |                                      |                                      |

## Vittorie per squadra
| Squadra                   | Vittorie | Finalista | Anni vittorie | Anni finalista |
| ------------------------- | -------- | --------- | ------------- | -------------- |
| Tokyo Verdy Beleza        | 1        | 0         | 2019          | -              |
| Amman SC                  | 1        | 0         | 2021          | -              |
| College of Asian Scholars | 1        | 0         | 2022          | -              |
| So'g'diyona Jizzax        | 1        | 0         | 2022          | -              |
| Urawa Reds                | 1        | 0         | 2023          | -              |
| Jiangsu Ladies            | 0        | 1         | -             | 2019           |
| Shahrdari Sirjan          | 0        | 1         | -             | 2021           |
| Taichung Blue Whale       | 0        | 1         | -             | 2022           |
| Bam Khatoon               | 0        | 1         | -             | 2022           |
| Hyundai Red Angels        | 0        | 1         | -             | 2023           |